# Rhys Norrington-Davies
Rhys Llewelyn Norrington-Davies (ur. 22 kwietnia 1999 w Rijadzie) – walijski piłkarz występujący na pozycji obrońcy w angielskim klubie Sheffield United oraz w reprezentacji Walii. Wychowanek Swansea City, w trakcie swojej kariery grał także w takich klubach, jak Barrow, Rochdale, Luton Town oraz Stoke City.